# فرانک گاردنر (بازیکن فوتبال)
فرانک گاردنر (انگلیسی: Frank Gardner; تاریخ ورودی نامعتبر است – تاریخ ورودی نامعتبر است) بازیکن فوتبال، و سرمربی (فوتبال) اهل بریتانیا بود.
از باشگاه‌هایی که در آن بازی کرده‌است می‌توان به باشگاه فوتبال لستر سیتی اشاره کرد.